# Чжан Мен'ер
Чжан Мен'ер (спрощ.: 张梦儿; кит. трад.: 張夢兒; піньїнь: Zhāng Mèng'er; нар. 22 квітня 1987, Нанкін) — китайська акторка, найбільш відома своєю роллю Сю Сяолін у супергеройському фільмі «Шан-Чі та Легенда Десяти Кілець» 2021 року, що входить у кіновсесвіт Marvel (КВМ).

## Біографія

### Раннє життя
Чжан — донька актора і сценографа. Вона виросла з великою відданістю театральному мистецтву, щоб піти слідами своєї матері. До того, як стати професійною акторкою, вона брала участь у театральних та музичних постановках у Нанкіні, де народилася і виросла, та Шанхаї. У 2009 році закінчила Нанкінський університет мистецтв зі ступенем бакалавра. Навчалася в акторській школі East 15 в Ессексі та Російському інституті театрального мистецтва в Москві.

### Кар'єра

#### Рання кар'єра
У 2009 році Чжан брала участь у китайському телевізійному співочому конкурсі «Супердівчина» і увійшла до числа 20 найкращих учасників по всій країні, але потім відмовилася від участі, оскільки її батьки організували для неї подальше навчання за кордоном. Пізніше вона брала участь у численних театральних постановках. У 2013 році в китайській сценічній адаптації під назвою «Знайти долю», корейського мюзиклу «Знайти пана Долю» Чжан зіграла головну жіночу роль Ло Янь. У 2017 році вона знялася в китайській музичній адаптації «Вулиця світанку», де зіграла Наканісі Акібу, і в «Пригоди Олівера Твіста», де вона зіграла Доджер. У 2019 році вона зіграла у фільмі «У смутку», де була номінована на нагороду за найкращу провідну жіночу роль на 13-му Міжнародному музичному фестивалі в Тегу.

#### Голлівуд
Фільм «Шан-Чі та Легенда Десяти Кілець» став її дебютною роллю в великому кіно. Перед тим, як пройти кастинг, вона надіслала касету з прослуховуванням на невідому роль у невідомому фільмі для жінок, які володіють мандаринським діалектом китайської мови та англійською мовою. Після того, як її обрали на роль у фільмі, вона інтенсивно тренувалася у виконанні трюків у бойових мистецтвах. Під час фільмування «Шан-Чі та Легенда Десяти Кілець» вона отримувала поради від виконавця головної ролі Бена Кінгслі щодо різниці між сценічною грою і грою перед камерою, а режисер Дестін Деніел Креттон також тренував її в грі на екрані, оскільки у неї було мало досвіду роботи з кадром. Про її кастинг у фільмі було оголошено на Disney Investor Day 2020 у грудні того ж року.
Чжан приєдналася до акторського складу «Відьмак» в третьому сезоні в ролі мисливиці на людей, на ім'я Мільва.

### Особисте життя
10 травня 2021 року Чжан вийшла заміж за Юнга Лі, художника-постановника бойовика «Шан-Чі та Легенда Десяти Кілець», з яким познайомилася на зніманнях фільму. Актори та знімальна група, в тому числі її колеги по знімальному майданчику Симу Лю та Аквафіна, влаштували для них несподівану весільну вечірку в Діснейленді.

## Фільмографія

### Кіно
| Рік  | Назва                           | Роль      | Примітки |
| ---- | ------------------------------- | --------- | -------- |
| 2021 | Шан-Чі та Легенда Десяти Кілець | Сю Сяолін | [ 20 ]   |

### Телебачення
| Рік  | Назва   | Роль   | Примітки |
| ---- | ------- | ------ | -------- |
| 2023 | Відьмак | Мільва | [ 21 ]   |

### Театр
| Рік  | Назва                             | Роль           | Примітки      |
| ---- | --------------------------------- | -------------- | ------------- |
| 2013 | Знайти долю                       | Ло Янь         | [ 22 ]        |
| 2014 | Дивовижна подорож Едварда Тулейна |                | [ 23 ]        |
| 2016 | Місяць і шість копійок            |                | [ 24 ]        |
| 2017 | Вулиця світанку                   | Наканісі Акіба | [ 25 ]        |
| 2017 | Пригоди Олівера Твіста            | Доджер         | [ 26 ] [ 27 ] |
| 2019 | У смутку                          | Лінь Баошен    | [ 28 ] [ 29 ] |